# David Llewellin
David Llewellin (Haverfordwest, 3 mei 1960) is een Brits voormalig rallyrijder afkomstig uit Wales.

## Carrière
David Llewellin maakte begin jaren tachtig zijn opwachting in de rallysport. Actief in het Brits rallykampioenschap, profileerde hij zich in een rap tempo als een titelkandidaat. In 1986 werd hij fabrieksrijder bij Austin Rover, achter het stuur van de Groep B MG Metro 6R4. Daarmee won hij tijdens de Circuit of Ireland zijn eerste grote (internationale) rally. Het seizoen verliep uiteindelijk te wisselvallig om kampioen te worden. Drie jaar later zou hij zijn eerste Britse titel op zijn naam schrijven met een Toyota Celica GT-Four, en met deze auto herhaalde hij dit resultaat vervolgens ook in 1990. Het jaar daarop was hij fabrieksrijder voor Nissan met de nieuwe Nissan Sunny GTI-R, waarmee hij top tien resultaten boekte in het Wereldkampioenschap rally. Naderhand was Llewellin nog enkele jaren actief voor Vauxhall in het Brits kampioenschap.

## Complete resultaten in het Wereldkampioenschap rally

### Overzicht van deelnames
| Seizoen | Inschrijving                         | Auto                    | 1   | 2      | 3      | 4      | 5   | 6     | 7   | 8   | 9      | 10     | 11     | 12     | 13     | 14     | Pos. | Punten |
| ------- | ------------------------------------ | ----------------------- | --- | ------ | ------ | ------ | --- | ----- | --- | --- | ------ | ------ | ------ | ------ | ------ | ------ | ---- | ------ |
| 1984    | David Llewelin                       | Nissan 240RS            | MON | ZWE    | POR    | KEN    | FRA | GRI   | NZL | ARG | FIN    | ITA    | IVK    | GBR 14 |        |        | -    | 0      |
| 1985    | David Llewelin                       | Audi quattro A2         | MON | ZWE NF | POR    | KEN    | FRA | GRI   | NZL | ARG | FIN    |        |        |        |        |        | -    | 0      |
| 1985    | David Llewelin                       | Audi 80 quattro         |     |        |        |        |     |       |     |     |        | ITA NF | IVK    | GBR    |        |        | -    | 0      |
| 1986    | Austin Rover World Championship Team | MG Metro 6R4            | MON | ZWE    | POR    | KEN    | FRA | GRI   | NZL | ARG | FIN    | ITA    | IVK    | GBR 9  | VST    |        | 60   | 2      |
| 1987    | David Llewelin                       | Audi Coupé quattro      | MON | ZWE    | POR    | KEN    | FRA | GRI   | VST | NZL | ARG    | FIN    | ITA 17 | IVK    |        |        | 35   | 6      |
| 1987    | Audi Sport UK                        | Audi Coupé quattro      |     |        |        |        |     |       |     |     |        |        |        |        | GBR 6  |        | 35   | 6      |
| 1988    | Audi Sport UK                        | Audi 200 quattro        | MON | ZWE    | POR NF | KEN    | FRA | GRI   | VST | NZL | ARG    | FIN    | IVK    | ITA    |        |        | -    | 0      |
| 1988    | Shell Gemini                         | Ford Sierra RS Cosworth |     |        |        |        |     |       |     |     |        |        |        |        | GBR NF |        | -    | 0      |
| 1989    | Toyota Team Great Britain            | Toyota Celica GT-Four   | ZWE | MON    | POR    | KEN    | FRA | GRI   | NZL | ARG | FIN    | AUS    | ITA    | IVK    | GBR NF |        | -    | 0      |
| 1990    | Toyota Team Great Britain            | Toyota Celica GT-Four   | MON | POR    | KEN    | FRA    | GRI | NZL   | ARG | FIN | AUS    | ITA    | IVK    | GBR 8  |        |        | 47   | 3      |
| 1991    | Nissan Motorsports Europe            | Nissan Sunny GTI-R      | MON | ZWE    | POR    | KEN NF | FRA | GRI 9 | NZL | ARG | FIN 10 | AUS    | ITA    | IVK    | SPA    | GBR NF | 54   | 3      |
| 1993    | Vauxhall Motorsport                  | Vauxhall Astra GSI 16V  | MON | ZWE    | POR    | KEN    | FRA | GRI   | ARG | NZL | FIN    | AUS    | ITA    | SPA    | GBR 12 |        | -    | 0      |
| 1994    | Vauxhall Motorsport                  | Vauxhall Astra GSI 16V  | MON | ZWE    | POR    | KEN    | FRA | GRI   | ARG | NZL | FIN    | AUS    | ITA    | SPA    | GBR 11 |        | -    | 0      |